# Байза, Йозеф Игнац
Йозеф Игнац Байза (словац. Jozef Ignác Bajza; 5 марта 1755, Предмьер — 1 февраля 1836, Братислава) — словацкий писатель, сатирик времён государства Габсбургов. Писал на разговорном словацком языке.

## Биография
Происходил из зажиточной крестьянской семьи. Родился в 1755 году в городе Предмьер. О молодых годах сведений нет. В 1777 году изучал богословие в Вене. После окончания учебы в 1780 году становится священником при Капитуле в городе Трнава.  Тогда же увлекся литературой и начал сочинять первые эпиграммы.
В 1783 году назначается священником в Нижнем Дубове, где находился до 1805 года. На этом посту отстаивал интересы католической церкви от посягательств влиятельных магнатов. В 1805 году возглавил приход в Сенице (Словакия). В 1815 году становится священником в селе Збеги.  В 1828 году был назначен каноником в Прессбурге (современная Братислава), где и умер в 1836 году.
Похоронен в соборе Святого Мартина в Братиславе.

## Творчество
Автор первого словацкого романа «Приключения и испытания юноши Рене» (словац. René mláďenca prihodi a skusenosťi, 1783—1785), написанном в духе просветительского реализма. Байза выступил в романе с критикой некоторых сторон феодализма, сочувственно показал жизнь крестьянства.
В 1782 году издал сборник стихов «разные стихи» (был издан сначала в Прессбурге, а затем в Вене). Для этого автору пришлось преодолеть цензурные препоны. В 1794 году создал книгу «Словацкие эпиграммы» (словац. Slovenskè dvojnásobné epigramatá), где с моралистических позиций критиковал современное ему общество. В 1795 году написал книгу анекдотов, юмористических рассказов, загадок.